# Ovoide

Ovoide

El ovoide es una curva cerrada simétrica con respecto a su eje y cóncava hacia él, conformada por cuatro arcos de circunferencia: uno de ellos es una semicircunferencia y los otros dos son iguales y simétricos. Su nombre deriva de su parecido con la sección longitudinal de un huevo.
Posee dos ejes ortogonales, denominados mayor y menor. Tiene cuatro centros de curvatura. A diferencia del óvalo, solo tiene un eje de simetría.

## Aplicaciones

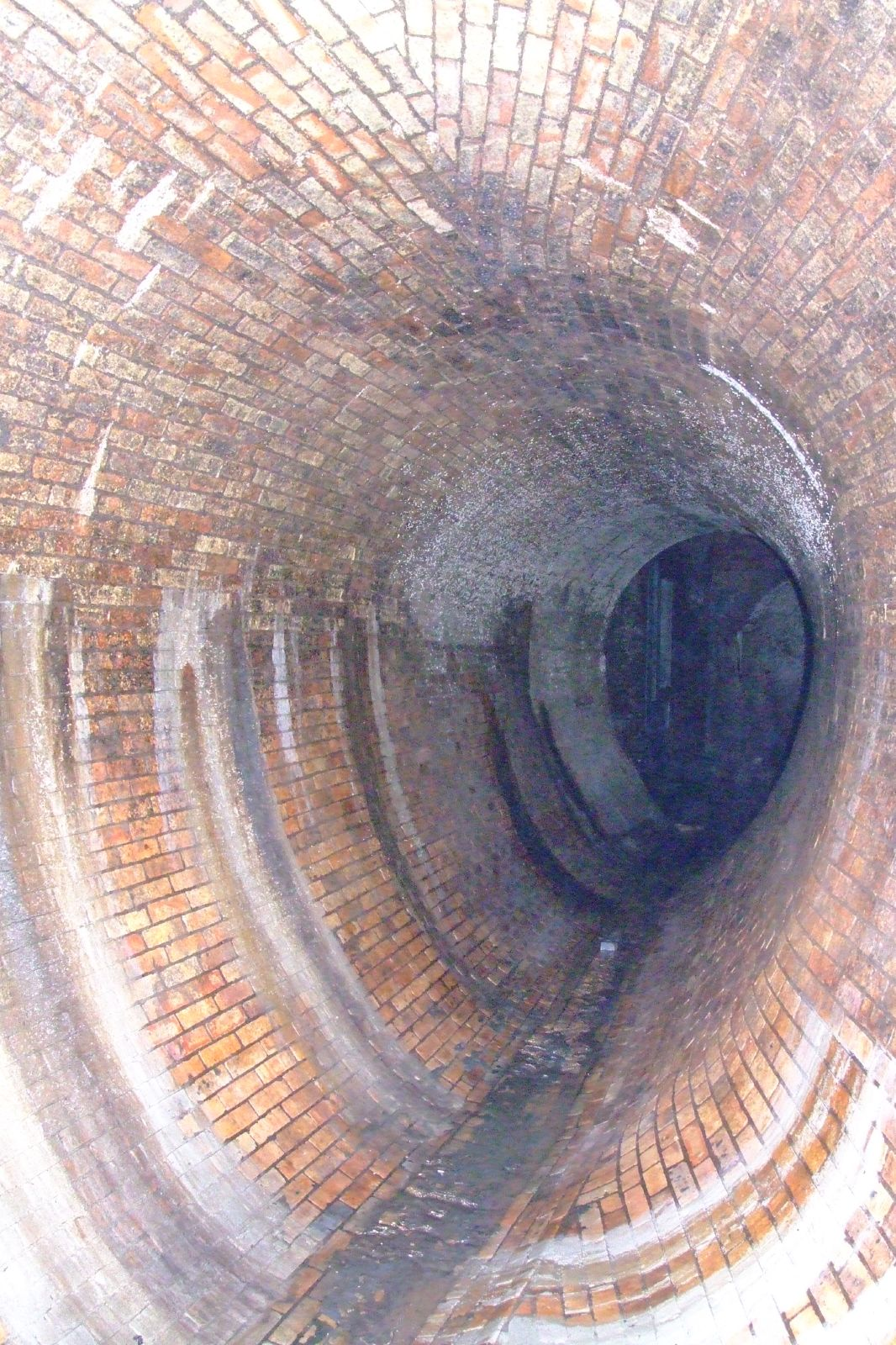
Tuberías colectoras con sección en forma de ovoide

En redes de saneamiento se utilizan tuberías colectoras cuya sección tiene forma de ovoide. Esta forma particular, por estrecharse proporcionalmente hacia la parte inferior, impide la sedimentación de residuos pues optimiza la relación de la velocidad máxima del agua con su caudal (ley de Poiseuille).
Esta forma de colector surgió en la época victoriana en Brighton, Inglaterra.